# Сан-Джакомо-ди-Риальто
Церковь Сан-Джакомо-ди-Риальто (итал. San Giacomo di Rialto, вен. Céxa de San Giacomo de Rialto) — католическая церковь в Венеции в районе Сан-Поло в квартале Риальто. Среди венецианцев более известна как Сан-Джакомето (итал. San Giacometo). Предположительно, является самой старой церковью в Венеции; некоторые считают, что она появилась в год основания Венеции (421 год). Церковь в её сегодняшнем виде была построена в XI—XII веках и отреставрирована в 1601 году. За длительное время множественные реконструкции не изменили внешний вид и структуру церкви. Перед церковью находится рынок Риальто; недалеко располагается знаменитый мост Риальто, а также Рыбный рынок.

## История
По традиции, церковь Сан-Джакомо-ди-Риальто считается самой старой церковью в Венеции. Она была заложена 25 марта 421 года в честь основания Венеции, произошедшего именно в тот день. Также в тот день отмечалось Благовещение Пресвятой Богородицы, которому и была посвящена церковь. Опять же по легенде, церковь была возведена под началом плотника по имени Кандиото или Эутинопо. Однако из-за того, что тот хотел посвятить церковь святому Иакову (Джакомо), а не Благовещению, она вскоре была уничтожена пожаром.
Между тем, недавние исследования показали, что дата возведения первого здания церкви на самом деле намного позднее, чем V век; например, в свидетельстве 1097 года о пожертвовании, включающем в себя участок земли, на котором была построена церковь, о самой церкви нет даже упоминания. Некоторые историки утверждают, что по крайне мере фундамент, на котором стоит церковь, был заложен во времена первого поселения в 421 году. Первое упоминание о церкви в письменных источниках относится к 1152 году.
В 1513 году, получив лишь несколько повреждений, зданию чудом удалось спастись от страшного пожара, уничтожившего почти всё на острове Риальто. В 1601 году дож Марино Гримани приказал привести церковь в порядок. Эти реставрационные работы были направлены в том числе и на увеличение защищённости здания и квартала от наводнений. Именно тогда у церкви был приподнят пол, чтобы избежать затопления; к слову, площадь Риальто является одним из самых низких мест в Венеции.
История церкви тесно переплетается с рынком Риальто: прямо перед ней располагались прилавки менял и ростовщиков, а впоследствии и банкиров. У торговцев определённым видом товаров были свои алтари, посвящённые разным святым. Тут они клялись не обсчитывать клиентов, но когда это всё же случалось, то они замаливали грех. Финансовые операции производились прямо на открытом воздухе под присмотром властей. Легенда утверждает, что именно здесь состоялись первые деловые сделки в Венеции. К тому же, здесь в XV веке открылся первый государственный банк.

## Описание
Центральную часть фасада занимает невысокая колокольня, украшенная большими старинными часами, которые служили торговцам, располагавшимся у самой церкви. Эти часы, созданные в XV веке, прошедшие ремонт в XVIII веке, были отреставрированы и возвращены на место в начале XX столетия. Их особенность заключается в том, что циферблат поделён не на 12, а на 24 часа. К тому же, они имеют всего одну стрелку: из-за этого они непрактичны для современного человека. Снизу виднеется элегантный готический портик, один из последних примеров готической архитектуры в городе. Архитектурное решение фасада отмечено влиянием византийского зодчества.
Церковь построена в форме латинского креста; в центре над средокрестием возвышается небольшой купол. Свет внутрь церкви проникает через большие окна, имеющиеся с каждой свободной стороны здания; правая часть церкви примыкает к светским зданиям. На фасаде апсидальной капеллы находится крест, который увенчивает надпись, призывающая торговцев быть честными в своём ремесле.
На небольшой площади, раскинувшейся перед церковью, имеется небольшой общественный фонтан. В конце площади стоит небольшая гранитная статуя XVI века, известная как «Горбун» (итал. Gobbo di Rialto). Стоя на коленях, он держит постамент, с которого в былые времена зачитывались законы, одновременно оглашавшиеся и на площади Сан-Марко. Вдобавок к этому граждане, недовольные действиями какого-нибудь дворянина, могли сочинять про него сатирические стихи и свободно вывешивать их на постаменте.
Внутри видно подражание стилю Ренессанса. Интерьер украшен статуей Иакова работы Алессандро Витториа и бронзовой статуей Антония Великого авторства Джироламо Кампанья.

## Часы для посещения и транспорт
- Открыто ежедневно, 09:00—12:00 и 16:00—18:00
- Во время мессы вход воспрещён
- Транспорт: Вапоретто № 1 до причала Риальто (Rialto)

## В массовой культуре
Церковь Сан-Джакомо-ди-Риальто можно увидеть в компьютерной игре Assassin's Creed II, чьи действия развиваются в Италии конца XV века. На крыше церкви можно найти глиф, одно из мини-заданий игры.